# Chesias plumbeata
Chesias plumbeata là một loài bướm đêm trong họ Geometridae.